# Będziemyśl
Będziemyśl – wieś w Polsce, położona w województwie podkarpackim, w powiecie ropczycko-sędziszowskim, w gminie Sędziszów Małopolski.
W latach 1975–1998 wieś administracyjnie należała do województwa rzeszowskiego.
We wsi jest przystanek kolejowy Będziemyśl.

## Części wsi
| SIMC    | Nazwa      | Rodzaj     |
| ------- | ---------- | ---------- |
| 0660430 | Góry       | przysiółek |
| 0660446 | Grudna     | przysiółek |
| 0995655 | Kolonia    | przysiółek |
| 0660469 | Pod Koleją | przysiółek |

## Historia
Pierwsza źródłowa wiadomość o wsi pochodzi z 1409 roku. W akcie erekcyjnym kościoła w Łące, występuje Klemens z Będziemyśla, przedstawiciel rodu Sopichowskich herbu Półkozic. W rękach jego potomków Będziemyśl znajdował się do XVII wieku. Później następują częste zmiany właścicieli, wśród których wymienić można: Jordanów, Prusikowskich, Hinków, Potockich, Konarskich, Morskich.
Na południowy wschód od wsi znajdują się pozostałości po dawnym grodzie, zniszczonym przez Tatarów, Szwedów bądź Siedmiogrodzian.
W latach 1919–1921 w Będziemyślu wzniesiony został kościół parafialny, w miejscu dawnej kaplicy, zbudowanej, jak głosi miejscowa tradycja, na pamiątkę pobytu we wsi św. Jacka. Kościół jest dziełem architekta Franciszka Stążkiewicza. Zbudowany został w stylu neogotyckim. Zdobią go m.in. trzy barokowe obrazy z przełomu XVII i XVIII wieku: Wizja św. Jacka, św. Katarzyna, Chrystus u słupa. W ołtarzu bocznym znajduje się obraz św. Jacka, będący dziełem, mieszkającego w połowie XIX wieku w pobliskim Sielcu, głuchoniemego pamiętnikarza i malarza, Franciszka Ksawerego Preka. W pobliżu kościoła stoi kamienna figura św. Jana Nepomucena z XVIII wieku. Cokół ozdobiony jest herbem Pilawa - Potockich oraz opatrzony datami: 1618 i 1698. Miejscowość jest siedzibą parafii pod wezwaniem św. Jacka, należącej do dekanatu Rzeszów Zachód, diecezji rzeszowskiej.
Dla uczczenia dwóch tysięcy lat chrześcijaństwa będziemyślanie wznieśli w centrum wsi, mierzący ponad 15 metrów wysokości, Krzyż Jubileuszowy. Został on uroczyście poświęcony 11 listopada 2000 roku.
W Będziemyślu funkcjonuje powstała w 1905 roku jednostka OSP. Pierwszym jej prezesem był Stanisław Wołek, zaś komendantem jednostki Józef Migała.
We wsi urodził się ksiądz Antoni Wołek Wacławski.

### Nazwa
Jedno z podań wywodzi nazwę wsi od przygody, jaką na polowaniu w okolicy przeżył król Władysław Jagiełło. Uratowany z niebezpieczeństwa przez mieszkańców wsi, wypowiedział słowa:
Tu zawsze zacni niech będą myśliwi.
Inna legenda tłumaczy, że nazwa Będziemyśl pochodzi od mieszkającego tu przed wiekami Będziemysława, mężczyzny, który chętnie doradzał swoim sąsiadom i wykonywał piękne przedmioty, tak, że mówiono o nim:
U niego zawsze piękna będzie myśl, zdrowy będzie umysł. To prawdziwy Będziemysł.
W rzeczywistości nazwa wsi pochodzi od staropolskiego imienia Będzimysł.

## Edukacja
Od 1912 roku funkcjonowała w Będziemyślu szkoła, początkowo jednoklasowa. Dzięki zabiegom mieszkańców w 1927 roku, udało się uruchomić drugą klasę. Po II wojnie światowej przystąpiono do budowy nowej szkoły. Inwestycję zakończono w 1950 roku. W 2000 roku w wyniku rozbudowy szkoła zyskała nową kotłownię, bibliotekę, zaplecze sanitarne.